# Gemfibrozil
Gemfibrozil, được bán dưới tên thương hiệu Lopid và các thương hiệu khác, là một loại thuốc dùng để điều trị nồng độ lipid máu bất thường. Nó thường ít được ưa thích hơn statin. Sử dụng thuốc này được khuyến cáo cùng với thay đổi chế độ ăn uống và tập thể dục. Không rõ liệu nó có làm thay đổi nguy cơ mắc bệnh tim hay không. Nó được uống qua đường miệng.
Các tác dụng phụ thường gặp bao gồm đau đầu, chóng mặt, cảm thấy mệt mỏi và khó chịu đường ruột. Tác dụng phụ nghiêm trọng có thể bao gồm phù mạch, sỏi mật, các vấn đề về gan và phá vỡ cơ bắp. Sử dụng trong thai kỳ và cho con bú là không an toàn. Nó thuộc nhóm thuốc fibrate và hoạt động bằng cách giảm sự phân hủy lipid trong các tế bào mỡ.
Gemfibrozil được cấp bằng sáng chế vào năm 1968 và được đưa vào sử dụng y tế vào năm 1982. Nó có sẵn như là một loại thuốc gốc. Một tháng thuốc cung cấp ở Vương quốc Anh tiêu tốn của NHS khoảng 30 £ vào năm 2019. Tại Hoa Kỳ, chi phí bán buôn của số thuốc này là khoảng 6 USD. Năm 2016, đây là loại thuốc được kê đơn nhiều thứ 132 tại Hoa Kỳ với hơn 5 triệu đơn thuốc.

## Cơ chế hoạt động
Cơ chế hoạt động chính xác của gemfibrozil vẫn chưa được biết; tuy nhiên, một số lý thuyết tồn tại liên quan đến hiệu ứng lipoprotein mật độ rất thấp (VLDL); Nó có thể ức chế lipolysis và giảm sự hấp thu axit béo gan sau đó cũng như ức chế bài tiết VLDL ở gan; những hành động này cùng nhau làm giảm nồng độ VLDL huyết thanh và tăng HDL-cholesterol; cơ chế đằng sau việc nâng cao HDL hiện chưa rõ.